# Kira Stepanova
Pour les articles homonymes, voir Stepanova.
Kira Valeryevna Stepanova, née le 12 novembre 1993 à Engels, est une kayakiste russe.

## Carrière
Elle est médaillée de bronze en K4 500 mètres aux Championnats d'Europe de course en ligne 2014, 2015 et 2018 ainsi qu'en K2 500 mètres aux Jeux européens de 2019.
Elle participe aux Jeux olympiques d'été de 2016, terminant cinquième de la finale du K2 500 mètres.